# Västanåfallet
Västanåfallet är ett vattenfall efter Eksjöån i Härnösands kommun, Ångermanland, Västernorrlands län. 
Fallet är ett så kallat kaskadfall där vattnet faller utför klippavsatser. Fallhöjden är över 90 meter. Vattenfallet blev år 1978 tillsammans med den omgivande marken ett naturreservat på 7 hektar. Söder om Västanåfallet heter ån Hammarån innan den rinner ut i Mjällån. Vid fallets avslutning drevs fram till 1867 Västanå Järnbruk. Flera av dess byggnader är fortfarande bevarade.